# Hipomorfoza
Hipomorfoza (łac. hypomorphosis) – typ przeobrażenia niezupełnego, które uległo wtórnemu uproszczeniu. Zewnętrznie uproszczenie to przejawia się najczęściej w braku skrzydeł u osobnika dorosłego.
Hipomorfoza wynika z przystosowania do pasożytnictwa. Występuje u wszy i wszołów, samic czerwców oraz tropikalnych skorków z rodzaju Hemimera